# Édouard III (Shakespeare)
Pour les articles homonymes, voir Édouard III (homonymie).
Édouard III (Edward III) est une pièce de théâtre attribuée à William Shakespeare sur le monarque Édouard III d'Angleterre.
La pièce fut d'abord publiée anonymement en 1596. Cependant, depuis le XVIIIe siècle la forte probabilité que l'ensemble ou une partie de la pièce soit de la main de Shakespeare est discutée.
En France, elle est montée pour la première fois en 2025 dans une mise en scène de Cédric Gourmelon. La distribution comprend Zakary Bairi, Laurent Barbot, Jessim Belfar, Vladislav Botnaru, Guillaume Cantillon, Victor Hugo Dos Santos Pereira, Noémie Gantier, Vincent Guédon, Manon Guilluy et Christophe Ratandra.

## Résumé
Édouard III, roi d’Angleterre, tombe éperdument amoureux de la comtesse de Salisbury, qu’il tente, malgré ses réticences, de conquérir par tous les moyens. De ses amours de jeunesse tourmentés à ses faits d'armes pendant la Guerre de Cent Ans, la pièce relate la vie mouvementée d’un homme devenu une légende.